# Chrysolina polita
Chrysolina polita är en skalbaggsart som först beskrevs av Carl von Linné 1758.  Chrysolina polita ingår i släktet Chrysolina, och familjen bladbaggar. Arten är reproducerande i Sverige.

## Bildgalleri

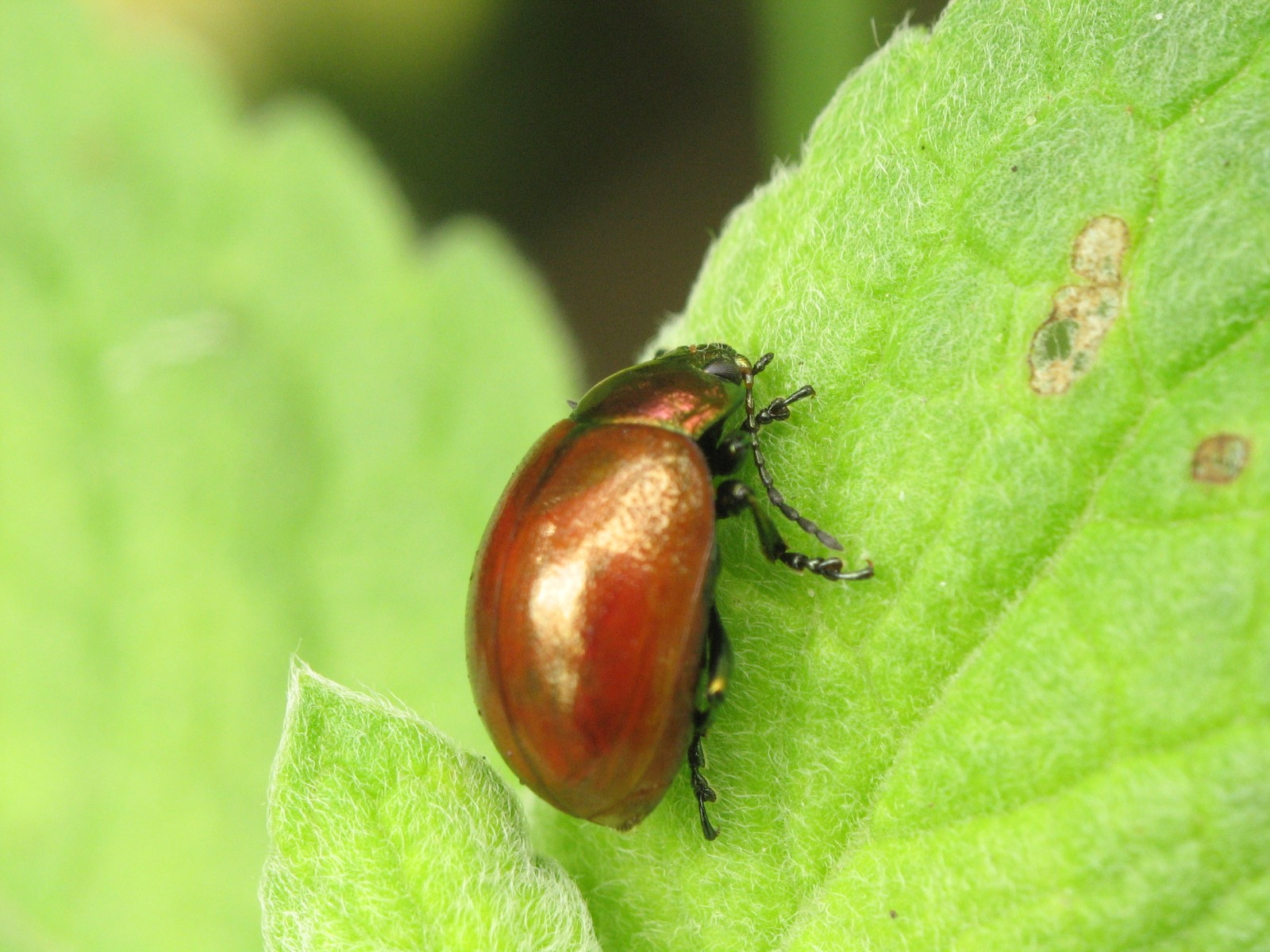
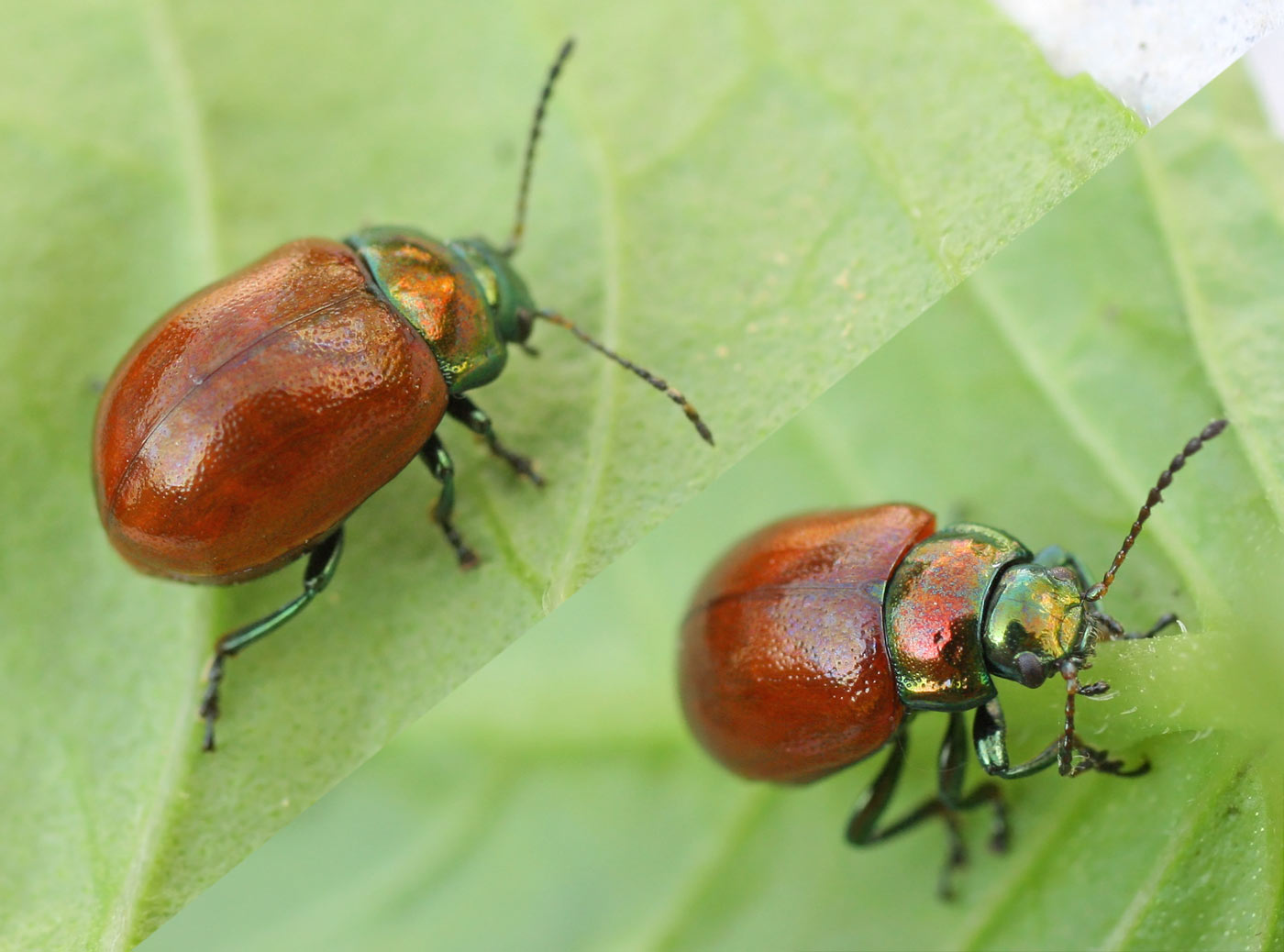
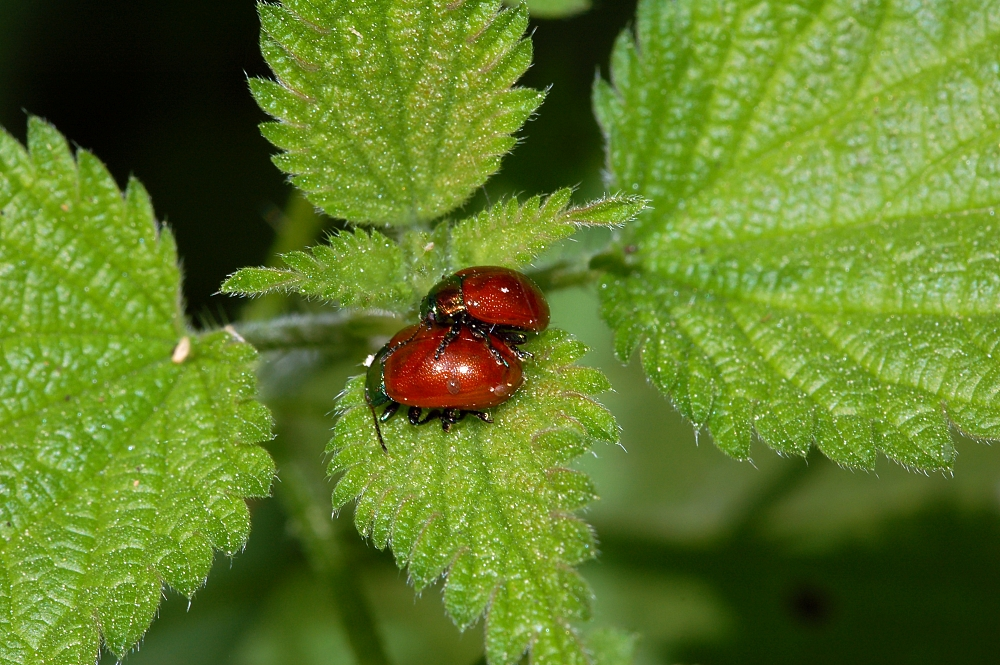
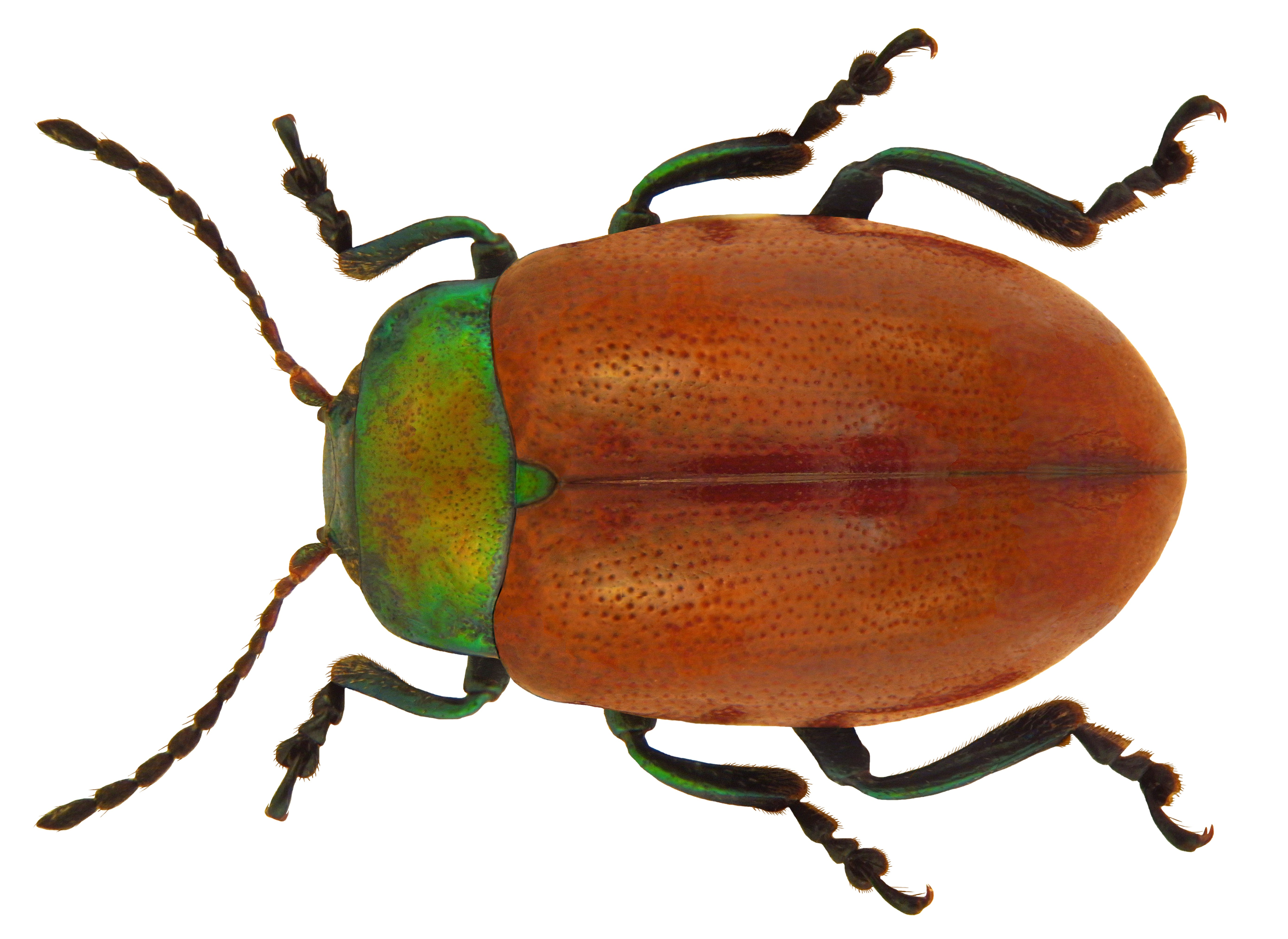
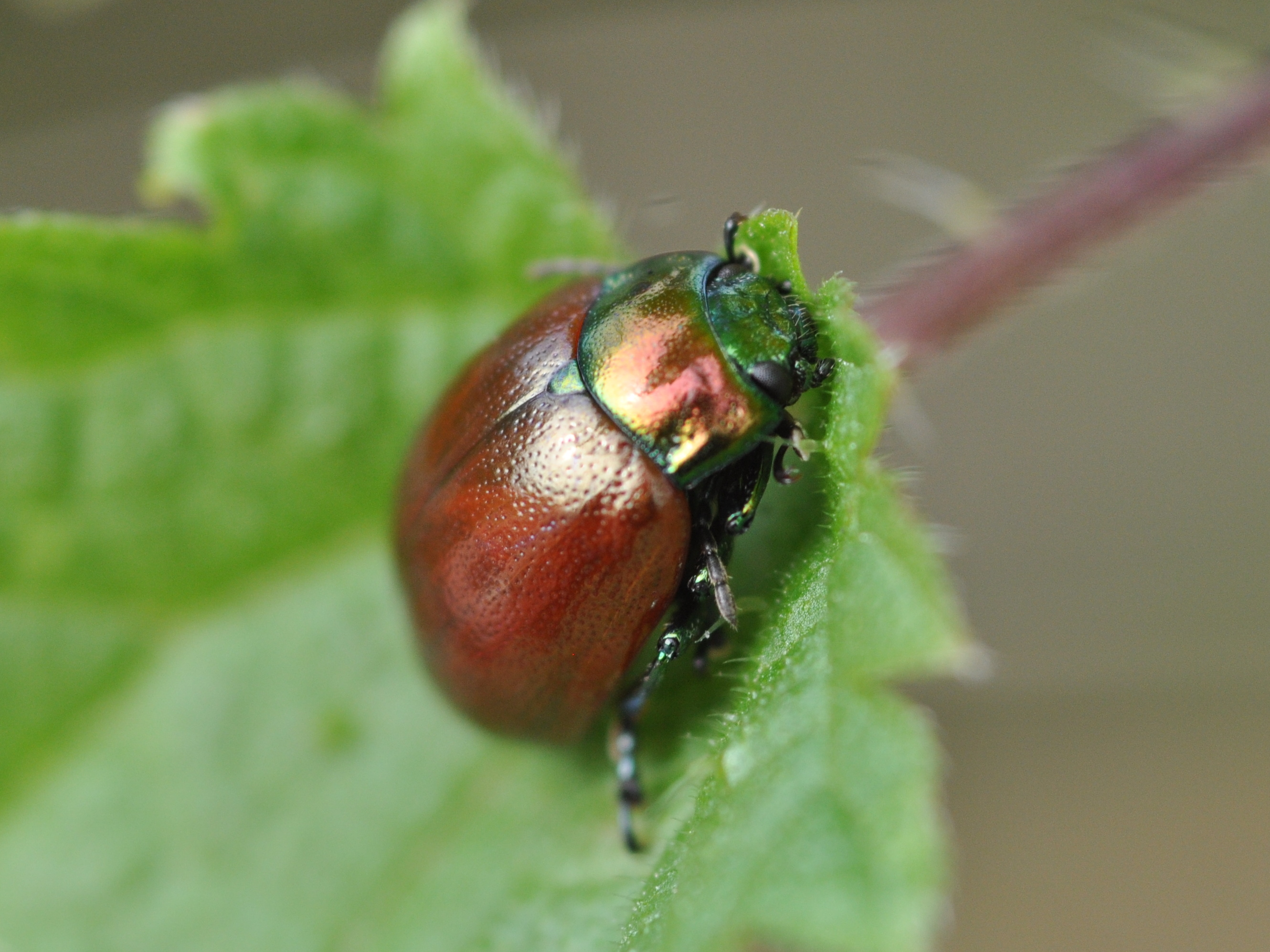
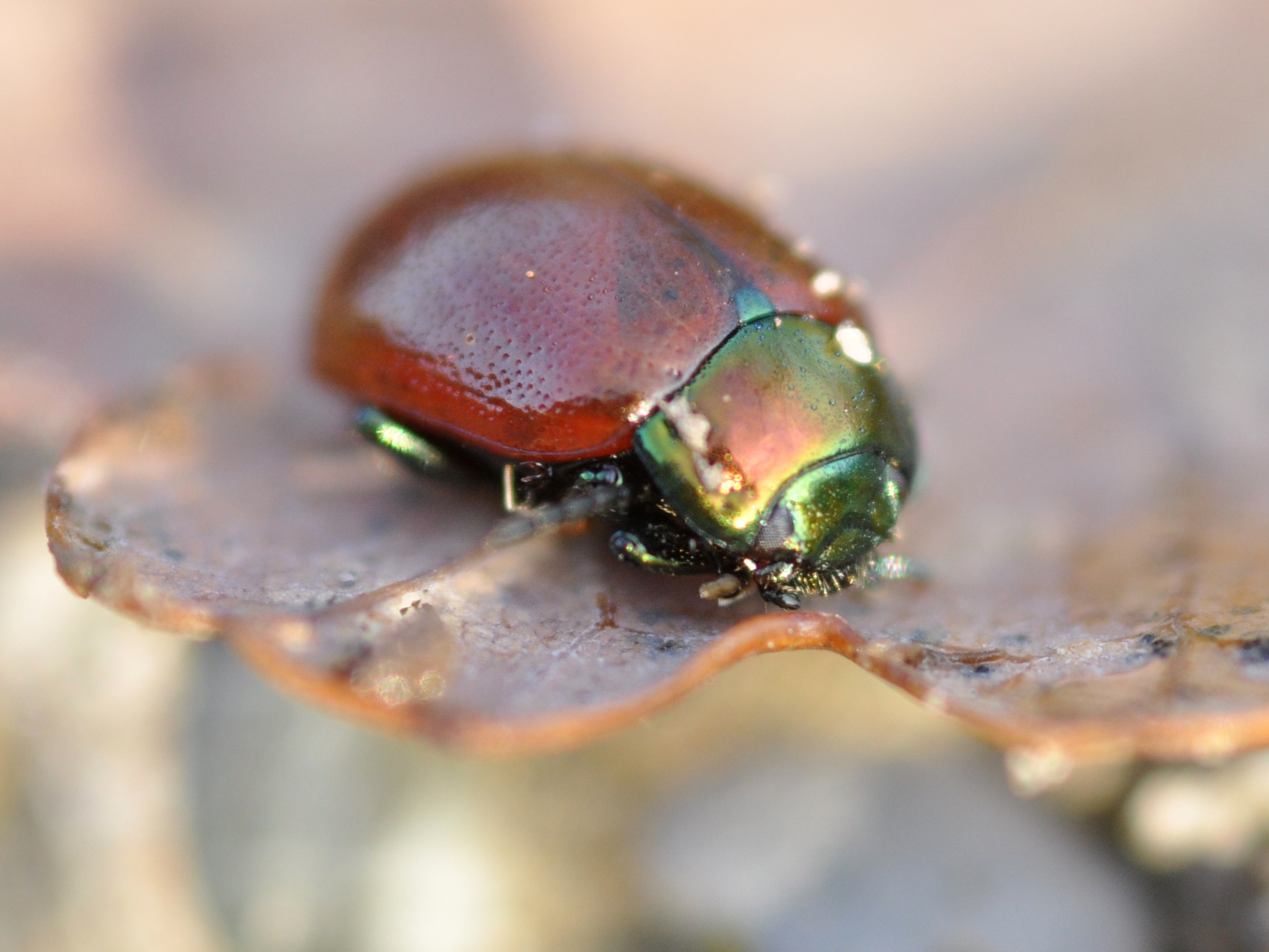